# Мамду Салем
Мамду́ Сале́м (араб. ممدوح سالم, англ. Mamdouh Salem; *1918, Александрія, Єгипет — 24 лютого 1988, Лондон, Велика Британія) — єгипетський політичний діяч, прем'єр-міністр Єгипту від 16 квітня 1975 року до 2 жовтня 1978 року.

## Біографія
Мамду Салем народився в місті Александрії.
Салем здобув військову освіту. 1964 року він у званні генерала поліції був призначений на посаду начальника поліції Александрії. Також працював співробітником Спецслужби Президента Насера.
У період від 1967 до 1971 року Мамду Салем був губернатором Асьюта, Гарбії та Александрії, потому працював на посту Міністра внутрішніх справ, а від 16 квітня 1975 посів посаду прем'єр-міністра.
По трьох роках успішного перебування на прем'єрському посту він був змушений подати у відставку після того, як ряд міністрів Кабінету звільнились на знак протесту з Кемп-Девідськими угодами, й Президент Анвар Садат по часі призначив новий склад уряду.
Салем був вірною опорою Садата і його наступника Мубарака.
Мамду Салем помер 24 лютого 1988 року внаслідок хвороби в Лондоні (Велика Британія).